# سوزان فليتشير (مؤلفة بريطانية)
سوزان فليتشير (بالإنجليزية: Susan Fletcher)‏ (1979، برمنغهام في المملكة المتحدة)؛ كاتِبة ومؤلِّفة وروائية بريطانية.

## روابط خارجية
- سوزان فليتشير على موقع ميوزك برينز (الإنجليزية)